# Ministério do Comércio Interno (Portugal)
O Ministério do Comércio Interno foi a designação de um departamento dos V e VI Governos Provisórios de Portugal.

## Ministros
Os titulares do cargo de ministro do Comércio Interno foram:
| Período     | Ministro                  | Governo               |
| ----------- | ------------------------- | --------------------- |
| 1975        | Manuel Macaísta Malheiros | V Governo Provisório  |
| 1975 – 1976 | Joaquim Magalhães Mota    | VI Governo Provisório |